# Хеллуланд

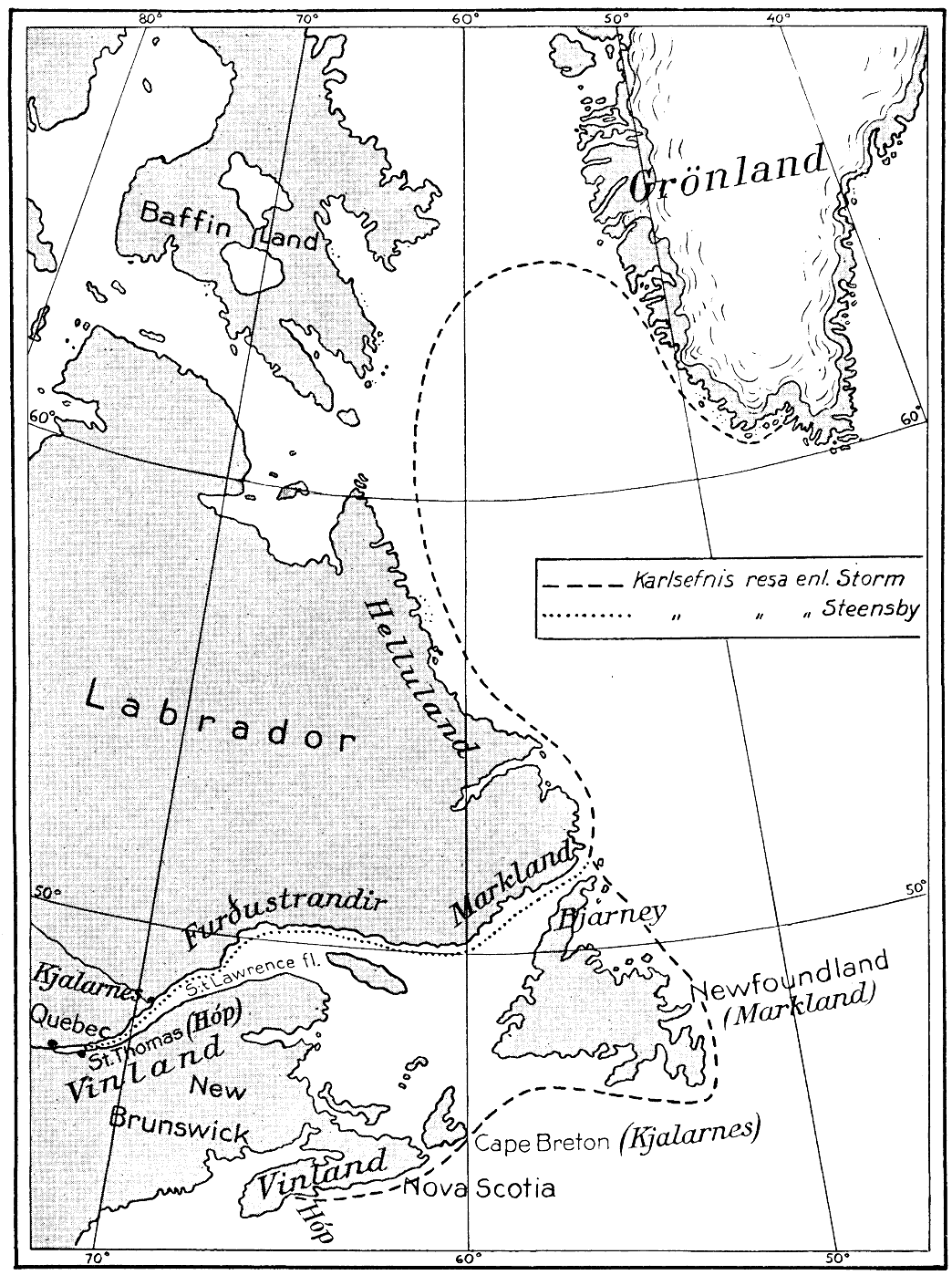
Карта, показывающая одно из возможных местоположений Хеллуланда, Маркланда и Винланда. (Nordisk Familjebok. 1921)

Хеллуланд — название одной из трех территорий, открытых Лейфом Эрикссоном во время плаваний к берегам Северной Америки около 1000 года н. э.
В исландских сагах (в частности в Саге об Эрике Рыжем и Саге о гренландцах) Хеллуланд описывается как земля, покрытая плоскими камнями или земля, являющаяся плоской скалой (древнесканд. häll — рус. плоская скала). Большинство историков склоняется к мнению, что Хеллуланд тождественен Баффиновой Земле, что в нынешней канадской территории Нунавут.

## Описание в литературных источниках
Исходя из текста саг, скандинавы вступали в контакт с аборигенными эскимосскими общинами, принадлежавшими к культуре Дорсет, называемыми в сагах скрэлингами (древнесканд. skrælingjar). Историки сходятся во мнении, что контакт не оказал влияния на культуры ни одного из народов.
Хеллуланд является первой из трех территорий в Северной Америке, которые посещал Эрикссон. Он отказался от попытки поселиться в открытой земле из-за её сурового и негостеприимного вида и отправился в дальнейшее плавание на юг, открыв Маркланд (по-видимому Лабрадор) и Винланд (очевидно, Ньюфаундленд или часть побережья южнее него)).

## Археологические раскопки
В сентябре 2008 года газета «Nunatsiaq News» сообщила о находках археологической экспедиции, работавшей на Баффиновой земле. Найденные артефакты — пряжа, посохи и, главное, деревянная погребальная маска, запечатлевшая европеоидные черты лица умершего — а также конструкция остатков сооружений говорили о том, что находка представляет собой европейское торговое судно или стоянку поселенцев. Находки датируются временем не позднее 1000 года н. э. Фактический материал свидетельствует в пользу гипотезы о становье. Национальность предполагаемых европейцев остается невыясненной. Заметка утверждает: «Датировка пряжи и других артефактов, которые по предположению археологов были оставлены викингами на Баффиновой Земле, показали, что возраст находок превосходит времена плаваний викингов на несколько столетий. Это […] позволяет предположить, что находки свидетельствуют о контактах с европейцами до открытия викингами Гренландии».